# Paul Sophus Epstein
Pour les articles homonymes, voir Epstein.
Paul Sophus Epstein (20 mars 1883 à Varsovie, Empire russe - 8 février 1966 à Pasadena, Californie) est un physicien mathématicien américain d'origine russe. 

## Biographie
Il est connu surtout pour ses travaux théoriques en mécanique quantique. Son nom est associé aux physiciens Lorentz, Einstein, Minkowski, Thomson, Rutherford, Sommerfeld, Röntgen, von Laue, Bohr, de Broglie, Ehrenfest et Schwarzschild.
Dans ses jeunes années, Epstein a échangé avec le physicien Paul Ehrenfest, lequel lui a suggéré de se rendre à Munich pour compléter son doctorat sous la supervision d'Arnold Sommerfeld.
De 1921 à 1953, il enseigne la physique au California Institute of Technology

## Publications
- Textbook of Thermodynamics, J. Wiley, 1949